# Ciklopropen
Ciklopropen je organsko jedinjenje sa formulom . On je najjednostavniji cikloalken. I ima trougaonu strukturu. Njegov prsten je veoma napregnut, iz kog razloga se ciklopropen teško priprema. Poput ciklopropana, ugljenični prsten ciklopropena je planaran. Umanjena dužina |dvostruke veze u poređenju sa jednostrukom vezom uzrokuje umanjenje ugla nasuprot dvostruke veze do 51°. Kao kod ciklopropana, ugljenik–ugljenik veze prstena imaju povećan p karakter: alkenski ugljenici koriste sp2.68 hibridizaciju za prsten.

## Literatura
1. ↑  „cyclopropene - Compound Summary”. PubChem Compound. USA: National Center for Biotechnology Information. 27. 3. 2005. Identification and Related Records. Приступљено 9. 10. 2011.
2. ↑   уреди
3. ↑  Evan E. Bolton; Yanli Wang; Paul A. Thiessen; Stephen H. Bryant (2008). „Chapter 12 PubChem: Integrated Platform of Small Molecules and Biological Activities”. Annual Reports in Computational Chemistry. 4: 217—241. doi:10.1016/S1574-1400(08)00012-1.
4. ↑  Carter, F. L.; Frampton, V. L. (1964). „Review of the Chemistry of Cyclopropene Compounds”. Chemical Reviews. 64: 497—525. doi:10.1021/cr60231a001.
5. ↑  Staley, S. W.; Norden, T. D.; Su, C.-F.; Rall, M.; Harmony, M. D. (1987). „Structure of 3-cyanocyclopropene by microwave spectroscopy and ab initio molecular orbital calculations. Evidence for substituent-ring double bond interactions”. J. Am. Chem. Soc. 109 (10): 2880—2884. doi:10.1021/ja00244a004.
6. ↑  Allen, F. H. (1982). „The geometry of small rings: Molecular geometry of cyclopropene and its derivatives”. Tetrahedron. 38 (5): 645—655. doi:10.1016/0040-4020(82)80206-8.

## Spoljašnje veze
- Sinteza ciklopropena